# 蒂鲁沃蒂尤尔
蒂鲁沃蒂尤尔（Tiruvottiyur），是印度泰米尔纳德邦Thiruvallur县的一个城镇。总人口211768（2001年）。

## 人口
该地2001年总人口211768人，其中男性108938人，女性102830人；0—6岁人口22378人，其中男11441人，女10937人；识字率77.06%，其中男性为82.34%，女性为71.46%。